# Australisk terrier
Australisk terrier är en hundras från Australien. Som namnet anger är den en terrier.

## Historia
Australisk terrier har sitt ursprung i olika terrier som brittiska immigranter förde med sig från hemlandet under 1800-talet. Man kan inte säga att den australiska terriern härstammar från särskilda terrierraser eftersom rasbildningen inte var färdig. En allmän typ som ligger till grund för flera terrierraser kallades Old English Broken-haired Terrier eller Old English Black and Tan Terrier. Hundarnas främsta uppgift var som gårdshundar för att hålla efter skadedjur.
1872 visades inhemska strävhåriga terrier på hundutställning i Melbourne och 1889 bildades en rasklubb för Australian Rough-Coated Terrier. 1897 slogs rasstandarden fast.

## Egenskaper
Numera är den främst sällskapshund. Rasen är energisk utomhus men lugn inne. Det är en pigg, glad och barnkär hund.

## Utseende
Hundens färg kan vara blå, stålblå, mörkt gråblå, gulbrun, enfärgat sandfärgad eller röd. Vikten för vuxna hannar ligger vid 6,5 kilogram och mankhöjden är cirka 25 centimeter.